# Jesús Hernández Martínez
Jesús Hernández Martínez (n. 14 octombrie 1966, Barcelona, Catalonia, Spania) este un istoric, jurnalist și scriitor spaniol, licențiat în istorie contemporană și științe ale comunicării și autor al unor bestselleruri spaniole, dedicate în special celui de-al Doilea Război Mondial, ca de exemplu Las cien mejores anécdotas de la Segunda Guerra Mundial (2003) sau Norte contra Sur (2008).
După primul său best-seller și următoarele cărți publicate a devenit unul dintre cei mai citați autori spanioli în cărțile populare și informative despre cel de-al Doilea Război Mondial, fiind unul dintre autorii cu cele mai mari vânzări. De asemenea, el a revitalizat un stil de scriere foarte popular în țările anglo-saxone, acoperind orice temă posibilă dintr-un punct de vedere simplu și accesibil.

## Biografie
A absolvit în 1989 Facultatea de Geografie și Istorie (specializându-se în istorie contemporană) din cadrul Universității din Barcelona, unde trei ani mai târziu, în 1991, a absolvit, de asemenea, studii de științele comunicării, specializându-se în Presă Scrisă. Printre altele, a lucrat ca redactor la ziarul de sport El Mundo Deportivo între 1990 și 1994.
Este consilier editorial al mărcii Tempus a editurii Roca și colaborează în mod regulat la revista Muy Interesante.

### Estudio de la Segunda Guerra Mundial (MSN)
Jesús Hernández a adunat cu plăcere tot soiul de informații despre cel de-al Doilea Război Mondial și astfel, în jurul anului 2000, a fondat (sub pseudonimul Luis Alonso) grupul MSN Estudio de la Segunda Guerra Mundial, care îi va fi de folos în elaborarea viitoarelor lucrări. Comunitatea persoanelor pasionate de cel de-al Doilea Război Mondial l-a sprijinit întotdeauna pe Hernández cu infirmații culese.

## Scrieri
- Las cien mejores anécdotas de la Segunda Guerra Mundial (Inédita, 2004).
- Hechos insólitos de la Segunda Guerra Mundial (Inédita, 2005).
- ¡Es la guerra! Las mejores anécdotas de la historia militar (Puzzle, 2005; Inédita, 2007).
- Enigmas y misterios de la Segunda Guerra Mundial (Nowtilus, 2006). Tercera edición, 2009.
- Breve historia de la Segunda Guerra Mundial (Nowtilus, 2006). Tercera edición, 2009.
- Historias asombrosas de la Segunda Guerra Mundial (Nowtilus, 2007).
- Todo lo que debe saber sobre la Primera Guerra Mundial (Nowtilus, 2007).
- Norte contra Sur. Historia total de la Guerra de Secesión (Inédita, 2008).
- Operación Valkiria (Nowtilus, 2008).
- 100 historias secretas de la Segunda Guerra Mundial (Tempus, 2008).
- Todo lo que debe saber sobre la Segunda Guerra Mundial (Nowtilus, 2009).
- Las 50 grandes masacres de la historia (Tempus, 2009).
- El Reich de los mil años (La Esfera de los Libros, 2010).
- El desastre del Hindenburg (Tempus, 2010).
- Operaciones secretas de la Segunda Guerra Mundial (Nowtilus, 2011).
- Breve historia de Hitler (Nowtilus, 2012).
- Desafiando a Hitler (Tombooktu, 2012).
- Bestias nazis. Los verdugos de las SS (Melusina, 2013)
- Tajné operace 2. světové války (Brána, 2013; edición en lengua checa de Operaciones secretas de la Segunda Guerra Mundial).
- Eso no estaba en mi libro de la Segunda Guerra Mundial (Almuzara, 2018).